# Vaccinium cylindraceum
Vaccinium cylindraceum är en ljungväxtart som beskrevs av James Edward Smith. Vaccinium cylindraceum ingår i Blåbärssläktet, och familjen ljungväxter. Inga underarter finns listade i Catalogue of Life.

## Bildgalleri

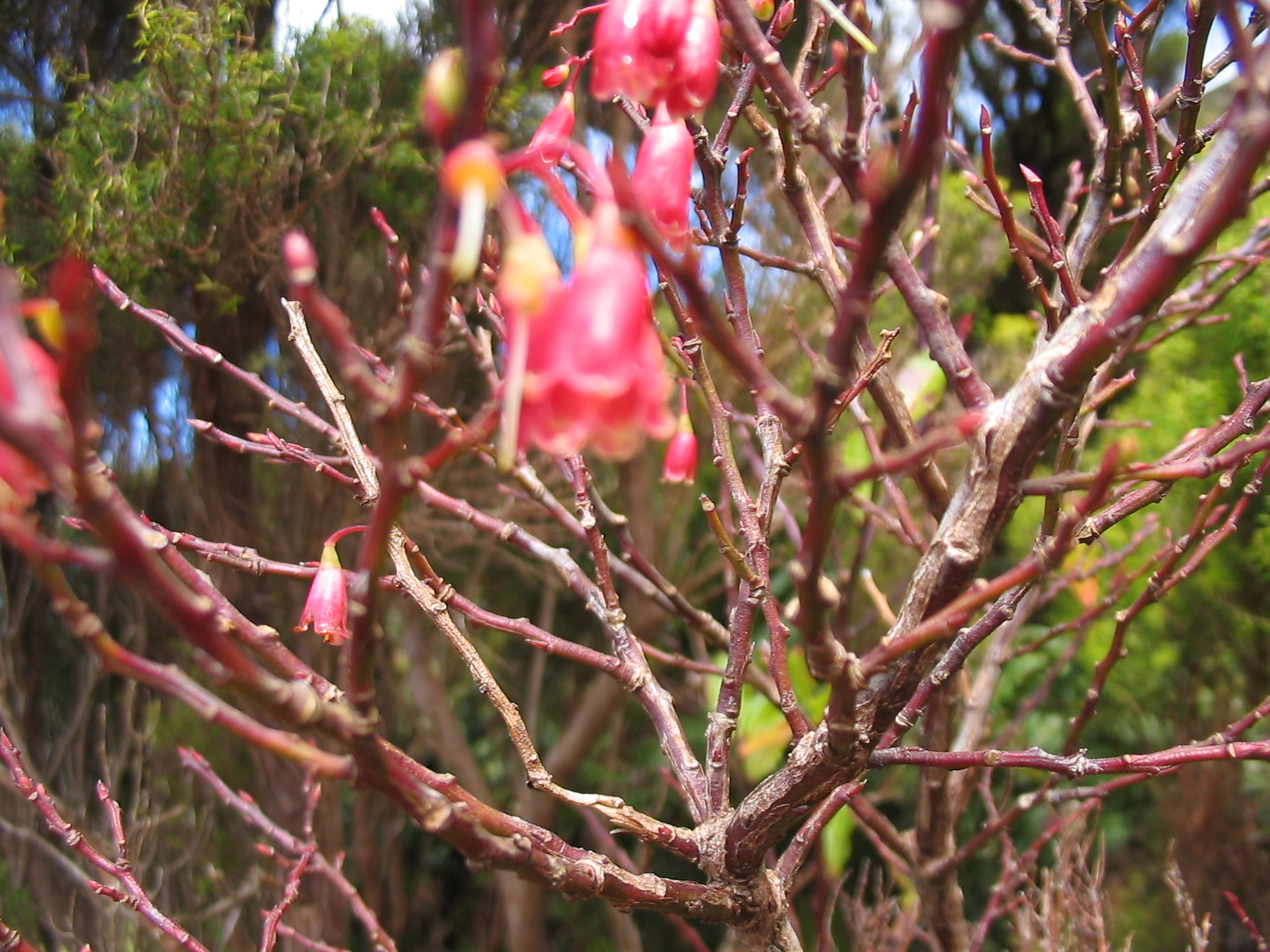
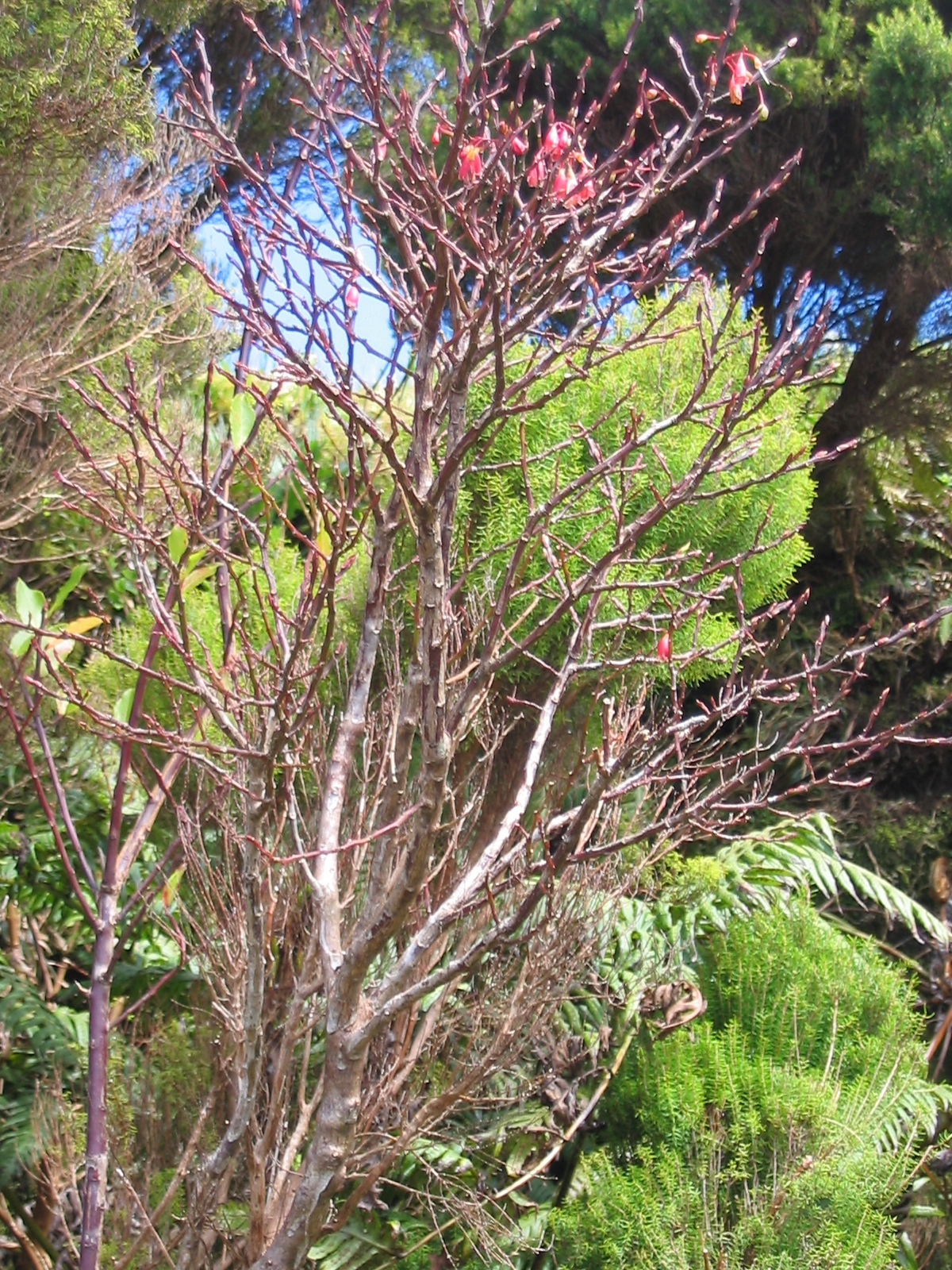
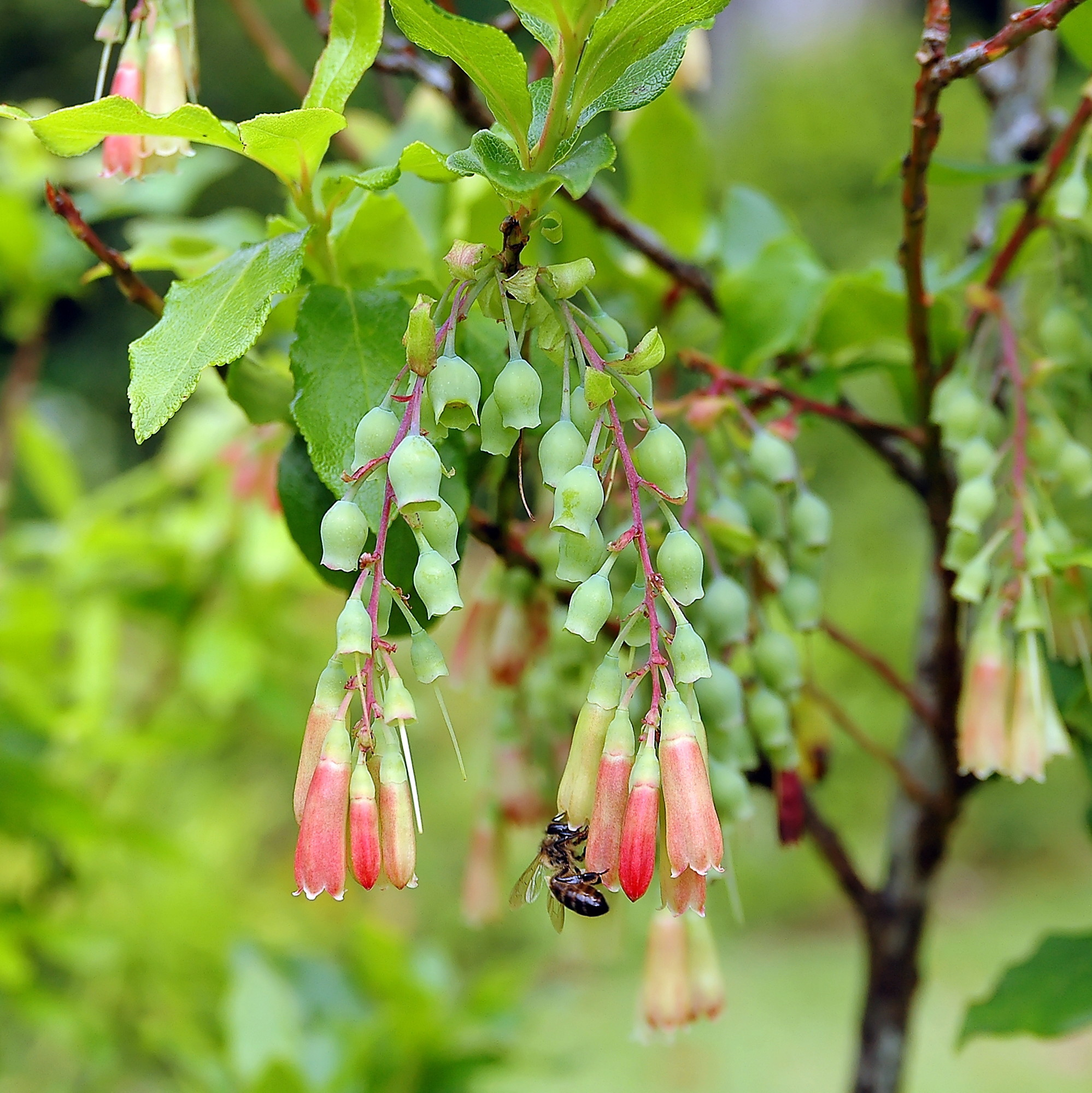
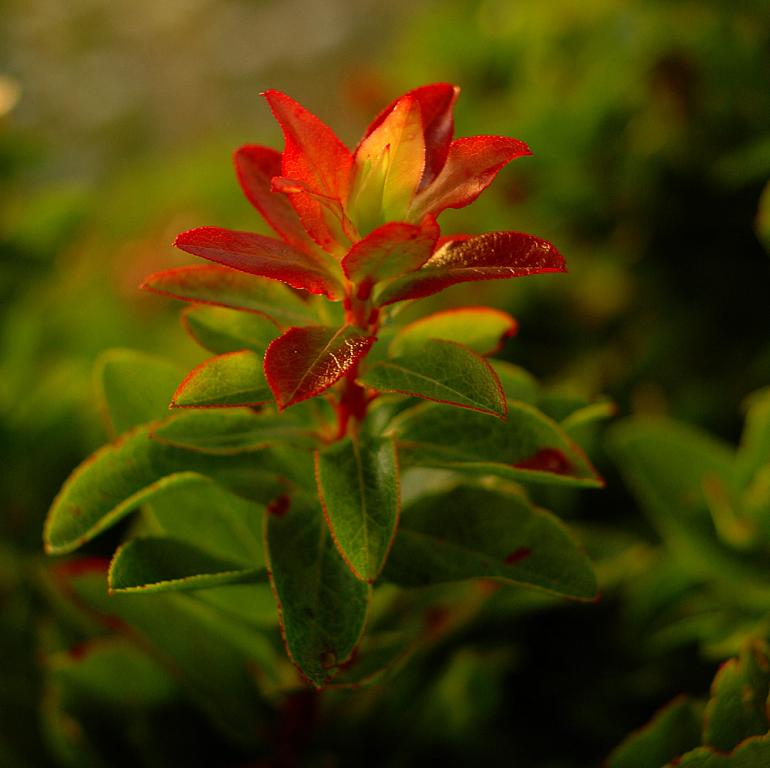